# هانتس مانشن
هانتس مانشن (آلمانی: Heinz Manchen؛ ۲ مه ۱۹۳۱ – ۲۰ مارس ۱۹۷۸) قایقران روئینگ اهل آلمان بود.
وی در مسابقات کشوری و بین‌المللی در مجموع برندهٔ ۲ مدال نقره شده‌است.